# Стефан Фісе
Стефа́н Фісе́ (фр. Stéphane Fiset; 17 червня 1970, м. Монреаль, Канада) — канадський хокеїст, воротар. 
Виступав за «Вікторіявіль Тігрес» (QMJHL), «Квебек Нордікс», «Галіфакс Сітаделс» (АХЛ), «Корнволл Ейсес» (АХЛ), «Колорадо Аваланш», «Лос-Анджелес Кінгс», «Лоуелл-Лок Монстерс» (АХЛ), «Манчестер Монаркс» (АХЛ), «Монреаль Канадієнс».
В чемпіонатах НХЛ — 390 матчів, у турнірах Кубка Стенлі — 14 матчів.
У складі національної збірної Канади учасник чемпіонату світу 1994 (2 матчі). У складі молодіжної збірної Канади учасник чемпіонатів світу 1989 і 1990.  
Досягнення
- Володар Кубка Стенлі (1996)
- Чемпіон світу (1994)
- Переможець молодіжного чемпіонату світу (1990)

Нагороди
- Воротар року КХЛ (1989)
- Трофей Жака Планта (1989)
- Трофей Поля Дюмона (1990)
- Найкращий воротар молодіжного чемпіонату світу (1990)